# Medasina stolidaria
Medasina stolidaria är en fjärilsart som beskrevs av John Henry Leech 1897. Medasina stolidaria ingår i släktet Medasina och familjen mätare. Inga underarter finns listade i Catalogue of Life.